# بيلداشي
بيلداشي (بالفارسية: بیلداشی) هي قرية تقع في قسم اجارود الغربي الريفي في إيران. يقدر عدد سكانها بـ 159 نسمة بحسب إحصاء 2016.